# NGC 463
NGC 463 (również PGC 4719 lub UGC 840) – galaktyka spiralna (S0-a), znajdująca się w gwiazdozbiorze Ryb. Odkrył ją Édouard Jean-Marie Stephan 16 grudnia 1871 roku.